# Генрі Фредерік Стівенсон
Сер Генрі Фредерік Стівенсон (англ. Henry Frederick Stephenson; 1842—1919) — британський військовик, адмірал Королівських ВМС, дослідник Арктики.

## Біографія
Стівенсон народився 7 червня 1842 року в родині парламентарія Генрі Стівенсона і леді Мері Кеппел. Старший брат Август був керуючим департаменту при Генеральному солісіторі Англії і Уельсу.
18 грудня 1855 року Стівенсон поступив на службу у військово-морський флот, ставши кадетом на трищогловому вітрильному судні «HMS St Jean d'Acre», яким командував його дядько Генрі Кеппел. Вітрильник брав участь у бойових діях під час Кримської війни. У вересні 1856 року Стівенсон переведений кадетом на «HMS Raleigh», брав участь в плаванні на Ост-Індію і Китай під час Другої опіумної війни. У 1857 році судно зазнало аварію поблизу Макао, всі члени екіпажу були врятовані. У червні того ж року Генрі Стівенсон став мічманом на корветі «HMS Pearl», на якому брав участь в придушенні повстання сипаїв. За час служби на корветі його три рази згадали в нагородних депешах. У червні 1861 року Стівенсон призначений лейтенантом на вітрильник «HMS Emerald».
30 березня 1866 року Стівенсон був призначений на канонер «HMS Heron», що проходив службу в водах Північної Америки і Вест-Індії. У тому ж році командував артилерійським катером під час феніанських набігів в Канаді. З 18 січня 1867 по 26 квітня 1868 рік у званні лейтенанта плавав на лінійному кораблі «HMS Rodney» під командуванням Елджернона Гінейджа. Після смерті командера Джона Свона, Кеппел посприяв призначенню Стівенсона на посаду, що звільнилася. Британське адміралтейство 7 липня 1868 року затвердило його в новому званні. З вересня 1868 по серпень 1871 року на броненосцях «HMS Rattler» і «HMS Iron Duke» був у плаванні на Далекому Сході, потім на «HMS Caledonia» в Середземному морі. Нетривалий час Генрі Стівенсон командував королівською яхтою «HMY Victoria and Albert». З січня по квітень 1875 року був призначений капітаном на «HMS Discovery» для участі в Британській арктичній експедиції, яку очолив Джордж Нерс. Після закінчення експедиції став компаньйоном ордена Лазні. 15 вересня 1880 року Стівенсон отримав у командування корвет «HMS Carysfort» .
4 серпня 1890 року Стівенсону було присвоєно звання контр-адмірала, з травня 1893 по червень 1896 року виконував обов'язки головнокомандувача тихоокеанської ескадри. 10 жовтня 1896 року його підвищено до звання віце-адмірала. З червня 1897 по грудень 1898 року Генрі Стівенсон став головнокомандувачем флоту Каналу. Під час святкування діамантового ювілею королеви Вікторії він був нагороджений орденом Бані. 7 грудня 1901 року Стівенсону присвоїли звання адмірала, з яким він і прослужив на флоті до своєї відставки 16 вересня 1904 року. 9 листопада 1902 року Стефенсон став лицарем Великого Хреста Королівського Вікторіанського ордена.

## Особисте життя
Генрі Стівенсон 5 грудня 1903 одружився з Шарлоттою Елізабет Елеанор Фрейзер. Адмірал помер в своєму будинку в Лондоні 16 грудня 1919 року. Шарлотта Фрейзер померла в 1923 році.